# Premio Francisco Pacheco
El Premio Francisco Pacheco es otorgado a físicos de Bolivia y Perú que hayan hecho investigaciones y avances notables en el campo de la física. Se entrega desde el año 2000.

## Antecedentes
Bolivia y Perú son países en donde la investigación y desarrollo tecnológico no son bastante conocidas ni apoyadas por sus gobiernos. A principios de 1999 un grupo de empresas que se dedican a la investigación y desarrollo en estos países propuso, con el fin de incentivar la investigación, el otorgar un premio; eligieron el campo de la física ya que es el que da paso al desarrollo de nuevas tecnologías pensando principalmente en el desarrollo de la futura nanotecnología.
La elección del nombre del premio no fue muy reñida, cada empresa miembro de este grupo propuso un nombre; el más apoyado fue la del físico boliviano Francisco Pacheco quien durante la II Guerra Mundial ideó un motor que funcionaba con agua, lamentablemente este invento murió con su autor sin que nadie se interesara por él.

## El Premio
La ceremonia de entrega se ha realizado hasta la fecha en dos lugares; el primero en el auditorio del hotel Los Tajibos ubicado en la ciudad de Santa Cruz de la Sierra (Bolivia) (2000-2004) y el segundo el salón principal del hotel Europa en la ciudad de La Paz (Bolivia) (2005-2006). Este premio desde su instauración es celebrado anualmente el 14 de febrero día de San Valentín a petición de la familia de Francisco Pacheco, los nombres de los nominados a este premio son anunciados a principios de agosto de cada año por las empresas que auspician este premio.
Al tratarse de un premio otorgado por empresas privadas las instituciones de estos países no la reconocen oficialmente, esto ha causado algunos problemas a los organizadores de este premio para conseguir otras formas de premiar al ganador además de la medalla y el reconocimiento otorgados.

## Premiados
| Año  | Premiado              | País    |
| 2000 | Pedro Coa             | Perú    |
| 2001 | Ariel de la Sierra    | Perú    |
| 2002 | Reynaldo Ferrer       | Perú    |
| 2003 | Alejandro Chuquimia   | Bolivia |
| 2004 | Peter Ortiz           | Perú    |
| 2005 | Alcides Torrico       | Perú    |
| 2006 | Diego Lozano          | Perú    |
| 2007 | Hernan Payrumani      | Bolivia |
| 2008 | Vilnick Arce          | Perú    |
| 2009 | Luis Crespo           | Bolivia |
| 2010 | Jonas Mauricio Vargas | Perú    |